# 277 Park Avenue
277 Park Avenue, tidigare Chemical Bank New York Trust Building, Donaldson, Lufkin & Jenrette Building och DLJ Building, är en skyskrapa på Manhattan i New York, New York i USA.
Den uppfördes mellan 1958 och 1964. Skyskrapan är 209,4 meter hög och har 50 våningar.
Företag såsom Bank of China, Chase, Penthouse, Schlumberger och Visa har alternativt haft verksamhet i byggnaden.